# Saint-Simon-les-Mines
Pour les articles homonymes, voir Saint-Simon.
Saint-Simon-les-Mines est une municipalité dans la municipalité régionale de comté de Beauce-Sartigan au Québec (Canada), située dans la région administrative de Chaudière-Appalaches.

## Histoire

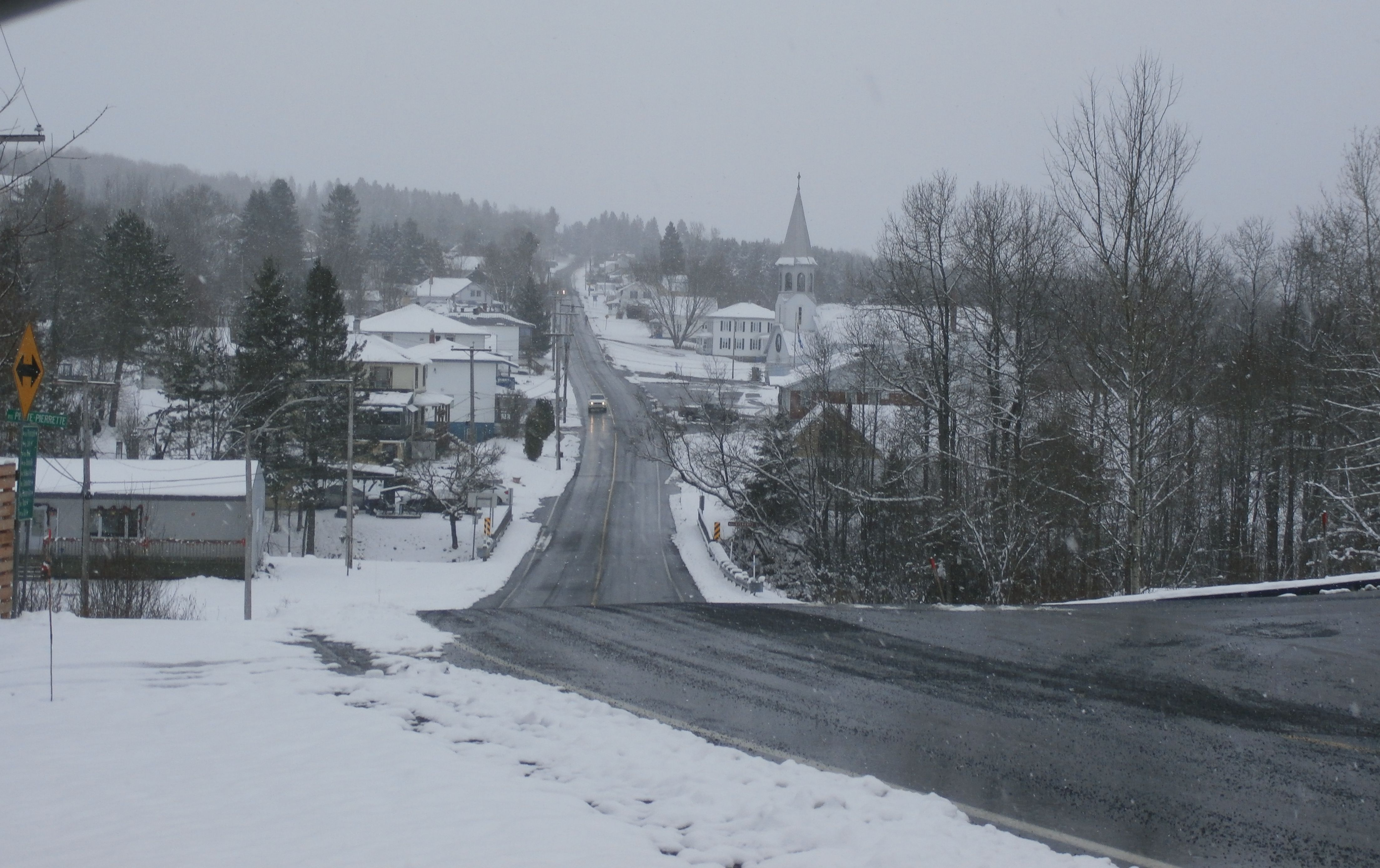
Rue Principale Saint-Simon-les-Mines.

### Chronologie
- 1er juin 1950 : Érection de la municipalité de Saint-Simon-les-mines.
- 15 mars 1969 : La municipalité de Saint-Simon-les-mines devient la municipalité de Saint-Simon-les-Mines.

## Géographie
La rivière Gilbert traverse la municipalité du nord-est au sud-ouest.
La rivière Cumberland traverse la limite sud-est de la municipalité du nord vers le sud. 

## Démographie
| 1951 | 1956 | 1961 | 1966 | 1971 | 1976 | 1981 | 1986 |
| ---- | ---- | ---- | ---- | ---- | ---- | ---- | ---- |
| 449  | 445  | 464  | 447  | 381  | 361  | 421  | 395  |

| 1991 | 1996 | 2001 | 2006 | 2011 | 2016 | 2021 | - |
| ---- | ---- | ---- | ---- | ---- | ---- | ---- | - |
| 402  | 383  | 442  | 473  | 496  | 549  | 573  | - |

## Administration
Les élections municipales se font en bloc pour le maire et les six conseillers.
| Saint-Simon-les-Mines Maires depuis 2001                                                                             |                   |         |          |
| Élection | Maire             | Qualité | Résultat |
| 2001 | Martin Busque     |         | Voir     |
| 2005 | Martin Busque     | Voir    |          |
| 2009 | Martin Busque     | Voir    |          |
| n/d | Christine Caron   |         | Voir     |
| 2013 | Christine Caron   | Voir    |          |
| 2017 | Martin St-Laurent |         | Voir     |
| 2021 | André Lapointe    |         | Voir     |
| Élection partielle en italique Depuis 2005, les élections sont simultanées dans toutes les municipalités québécoises |                   |         |          |

## Patrimoine
L'église catholique de Saint-Simon est érigée en 1942-1943. Elle est construite par Dominique Poulin et Lucien Quirion. Un monument de la Sainte-Vierge est placé sur son parvis. Le noyau paroissial est complété par un presbytère et un cimetière. Ce dernier comprend un charnier et un calvaire.
Le territoire de la municipalité comprend également un secteur patrimonial protégé, le Site patrimonial de la Chapelle-Saint-Paul-et-du-Manoir-Taylor dans le hameau de Cumberland Mills. Ce site comprend la chapelle anglicane Saint-Paul, construite en 1847 par Edward Harbottle,. Un cimetière lui est adjacent. Ces bâtiments sont indissociables du manoir Taylor. Construit au début du XXe siècle par la famille Harbottle-Taylor, il a remplacé la première résidence bâtie vers 1840. La municipalité a cité la chapelle, le cimetière et le manoir Taylor comme site patrimonial en 2007.